# Saison 2000-2001 de la LHJMQ
Saison précédente Saison suivante
La saison 2000-2001 est la trentième-deuxième saison de hockey sur glace de la Ligue de hockey junior majeur du Québec. Les Foreurs de Val-d'Or remportent la Coupe du président en battant en finale le Titan d'Acadie-Bathurst.

## Saison régulière

### Classement
| Clt | Équipe                         | Division  | PJ | V  | D  | N  | DP | BP  | BC  | Pts |
| --- | ------------------------------ | --------- | -- | -- | -- | -- | -- | --- | --- | --- |
| 1   | Drakkar de Baie-Comeau         | Est       | 72 | 41 | 23 | 8  | 0  | 283 | 255 | 90  |
| 2   | Mooseheads d'Halifax           | Maritimes | 72 | 32 | 24 | 10 | 6  | 235 | 253 | 80  |
| 3   | Screaming Eagles du Cap-Breton | Maritimes | 72 | 30 | 37 | 4  | 1  | 270 | 292 | 65  |
| 4   | Titan d'Acadie-Bathurst        | Maritimes | 72 | 29 | 38 | 4  | 1  | 239 | 281 | 63  |
| 5   | Remparts de Québec             | Est       | 72 | 22 | 36 | 9  | 5  | 225 | 303 | 58  |
| 6   | Saguenéens de Chicoutimi       | Est       | 72 | 22 | 39 | 10 | 1  | 242 | 313 | 55  |
| 7   | Océanic de Rimouski            | Est       | 72 | 25 | 43 | 2  | 2  | 268 | 328 | 54  |
| 8   | Wildcats de Moncton            | Maritimes | 72 | 23 | 41 | 6  | 2  | 246 | 323 | 54  |

| Clt | Équipe                      | Division | PJ | V  | D  | N | DP | BP  | BC  | Pts |
| --- | --------------------------- | -------- | -- | -- | -- | - | -- | --- | --- | --- |
| 1   | Cataractes de Shawinigan    | Centrale | 72 | 54 | 10 | 6 | 2  | 375 | 192 | 116 |
| 2   | Foreurs de Val-d'Or         | Ouest    | 72 | 46 | 17 | 7 | 2  | 369 | 235 | 101 |
| 3   | Tigres de Victoriaville     | Centrale | 72 | 45 | 21 | 3 | 3  | 341 | 269 | 96  |
| 4   | Huskies de Rouyn-Noranda    | Ouest    | 72 | 43 | 22 | 5 | 2  | 318 | 251 | 93  |
| 5   | Olympiques de Hull          | Ouest    | 72 | 34 | 28 | 7 | 3  | 288 | 284 | 78  |
| 6   | Voltigeurs de Drummondville | Centrale | 72 | 31 | 30 | 5 | 6  | 246 | 267 | 73  |
| 7   | Castors de Sherbrooke       | Centrale | 72 | 28 | 37 | 4 | 3  | 245 | 274 | 63  |
| 8   | Rocket de Montréal          | Ouest    | 72 | 24 | 35 | 7 | 6  | 249 | 310 | 61  |

- En gras et en italique : champion de la saison régulière et directement qualifié pour les quarts de finale des séries
- En gras : champion d'association et directement qualifié pour les quarts de finale des séries
- En italique : qualifié pour les huitièmes de finale des séries

### Meilleurs pointeurs
| Clt | Joueur            | Équipe        | PJ | B  | A   | Pts | Pun |
| --- | ----------------- | ------------- | -- | -- | --- | --- | --- |
| 1   | Simon Gamache     | Val-d'Or      | 72 | 74 | 110 | 184 | 70  |
| 2   | Marc-André Thinel | Victoriaville | 70 | 62 | 88  | 150 | 101 |
| 3   | Dominic Forget    | Shawinigan    | 71 | 47 | 94  | 141 | 78  |
| 4   | Yanick Lehoux     | Baie-Comeau   | 70 | 67 | 68  | 135 | 62  |
| 5   | Brandon Reid      | Val-d'Or      | 57 | 45 | 81  | 126 | 18  |
| 6   | Radim Vrbata      | Shawinigan    | 55 | 56 | 64  | 120 | 18  |
| 7   | Antoine Vermette  | Victoriaville | 71 | 57 | 62  | 119 | 102 |
| 8   | Sébastien Thinel  | Victoriaville | 72 | 45 | 73  | 118 | 84  |
| 9   | Stéphane Veilleux | Val-d'Or      | 68 | 48 | 67  | 115 | 90  |
| 10  | Jason Pominville  | Shawinigan    | 71 | 46 | 67  | 113 | 24  |

## Séries éliminatoires
Les équipes classées de la 2e à la 7e place de chaque association s'affrontent en huitième de finale des séries éliminatoires. Elles retrouvent ensuite en quart de finale les deux meilleures équipes de chaque association qui sont qualifiées directement pour cette étape.
|  | Huitièmes de finale            | Huitièmes de finale            | Huitièmes de finale      | Huitièmes de finale      |                                |                                | Quarts de finale | Quarts de finale | Quarts de finale | Quarts de finale |  |  | Demi-finales      | Demi-finales      | Demi-finales      | Demi-finales      |  |  | Finale        | Finale        | Finale        | Finale        |
|  |                                |                                |                          |                          |                                |                                |                  |                  |                  |                  |  |  |                   |                   |                   |                   |  |  |               |               |               |               |
|  |                                |                                |                          |                          |                                |                                | du 6 au 13 avril | du 6 au 13 avril | du 6 au 13 avril | du 6 au 13 avril |  |  | du 20 au 29 avril | du 20 au 29 avril | du 20 au 29 avril | du 20 au 29 avril |  |  | du 3 au 8 mai | du 3 au 8 mai | du 3 au 8 mai | du 3 au 8 mai |
|  |                                |                                |                          |                          |                                |                                | du 6 au 13 avril | du 6 au 13 avril | du 6 au 13 avril | du 6 au 13 avril |  |  | du 20 au 29 avril | du 20 au 29 avril | du 20 au 29 avril | du 20 au 29 avril |  |  | du 3 au 8 mai | du 3 au 8 mai | du 3 au 8 mai | du 3 au 8 mai |
|  |                                |                                |                          |                          |                                |                                | du 6 au 13 avril | du 6 au 13 avril | du 6 au 13 avril | du 6 au 13 avril |  |  | du 20 au 29 avril | du 20 au 29 avril | du 20 au 29 avril | du 20 au 29 avril |  |  | du 3 au 8 mai | du 3 au 8 mai | du 3 au 8 mai | du 3 au 8 mai |
|  |                                |                                |                          |                          |                                |                                | du 6 au 13 avril | du 6 au 13 avril | du 6 au 13 avril | du 6 au 13 avril |  |  | du 20 au 29 avril | du 20 au 29 avril | du 20 au 29 avril | du 20 au 29 avril |  |  | du 3 au 8 mai | du 3 au 8 mai | du 3 au 8 mai | du 3 au 8 mai |
|  | Drakkar de Baie-Comeau         | Drakkar de Baie-Comeau         | 4                        | 4                        |                                |                                |                  |                  |                  |                  |  |  | du 20 au 29 avril | du 20 au 29 avril | du 20 au 29 avril | du 20 au 29 avril |  |  | du 3 au 8 mai | du 3 au 8 mai | du 3 au 8 mai | du 3 au 8 mai |
|  | Drakkar de Baie-Comeau         | Drakkar de Baie-Comeau         | 4                        | 4                        | du 23 mars au 1er avril        |                                |                  |                  |                  |                  |  |  | du 20 au 29 avril | du 20 au 29 avril | du 20 au 29 avril | du 20 au 29 avril |  |  | du 3 au 8 mai | du 3 au 8 mai | du 3 au 8 mai | du 3 au 8 mai |
|  |                                |                                | Océanic de Rimouski      | Océanic de Rimouski      | 1                              | 1                              |                  |                  |                  |                  |  |  | du 20 au 29 avril | du 20 au 29 avril | du 20 au 29 avril | du 20 au 29 avril |  |  | du 3 au 8 mai | du 3 au 8 mai | du 3 au 8 mai | du 3 au 8 mai |
|  | Mooseheads d'Halifax           | Mooseheads d'Halifax           | Océanic de Rimouski      | Océanic de Rimouski      | 1                              | 1                              | 2                | 2                |                  |                  |  |  | du 20 au 29 avril | du 20 au 29 avril | du 20 au 29 avril | du 20 au 29 avril |  |  | du 3 au 8 mai | du 3 au 8 mai | du 3 au 8 mai | du 3 au 8 mai |
|  | Mooseheads d'Halifax           | Mooseheads d'Halifax           | du 3 au 13 avril         |                          |                                |                                | 2                | 2                |                  |                  |  |  | du 20 au 29 avril | du 20 au 29 avril | du 20 au 29 avril | du 20 au 29 avril |  |  | du 3 au 8 mai | du 3 au 8 mai | du 3 au 8 mai | du 3 au 8 mai |
|  | Océanic de Rimouski            | Océanic de Rimouski            | 4                        | 4                        |                                |                                |                  |                  |                  |                  |  |  | du 20 au 29 avril | du 20 au 29 avril | du 20 au 29 avril | du 20 au 29 avril |  |  | du 3 au 8 mai | du 3 au 8 mai | du 3 au 8 mai | du 3 au 8 mai |
|  | Océanic de Rimouski            | Océanic de Rimouski            | 4                        | 4                        | Drakkar de Baie-Comeau         | Drakkar de Baie-Comeau         | 2                | 2                |                  |                  |  |  |                   |                   |                   |                   |  |  | du 3 au 8 mai | du 3 au 8 mai | du 3 au 8 mai | du 3 au 8 mai |
|  | du 23 mars au 3 avril          |                                |                          |                          | Drakkar de Baie-Comeau         | Drakkar de Baie-Comeau         | 2                | 2                |                  |                  |  |  |                   |                   |                   |                   |  |  | du 3 au 8 mai | du 3 au 8 mai | du 3 au 8 mai | du 3 au 8 mai |
|  |                                |                                | Titan d'Acadie-Bathurst  | Titan d'Acadie-Bathurst  | 4                              | 4                              |                  |                  |                  |                  |  |  |                   |                   |                   |                   |  |  | du 3 au 8 mai | du 3 au 8 mai | du 3 au 8 mai | du 3 au 8 mai |
|  | Screaming Eagles du Cap-Breton | Screaming Eagles du Cap-Breton | Titan d'Acadie-Bathurst  | Titan d'Acadie-Bathurst  | 4                              | 4                              | 4                | 4                |                  |                  |  |  |                   |                   |                   |                   |  |  | du 3 au 8 mai | du 3 au 8 mai | du 3 au 8 mai | du 3 au 8 mai |
|  | Screaming Eagles du Cap-Breton | Screaming Eagles du Cap-Breton | du 20 au 29 avril        |                          |                                |                                | 4                | 4                |                  |                  |  |  |                   |                   |                   |                   |  |  | du 3 au 8 mai | du 3 au 8 mai | du 3 au 8 mai | du 3 au 8 mai |
|  | Saguenéens de Chicoutimi       | Saguenéens de Chicoutimi       | 3                        | 3                        |                                |                                |                  |                  |                  |                  |  |  |                   |                   |                   |                   |  |  | du 3 au 8 mai | du 3 au 8 mai | du 3 au 8 mai | du 3 au 8 mai |
|  | Saguenéens de Chicoutimi       | Saguenéens de Chicoutimi       | 3                        | 3                        | Screaming Eagles du Cap-Breton | Screaming Eagles du Cap-Breton | 1                | 1                |                  |                  |  |  |                   |                   |                   |                   |  |  | du 3 au 8 mai | du 3 au 8 mai | du 3 au 8 mai | du 3 au 8 mai |
|  | du 23 au 28 mars               |                                |                          |                          | Screaming Eagles du Cap-Breton | Screaming Eagles du Cap-Breton | 1                | 1                |                  |                  |  |  |                   |                   |                   |                   |  |  | du 3 au 8 mai | du 3 au 8 mai | du 3 au 8 mai | du 3 au 8 mai |
|  |                                |                                | Titan d'Acadie-Bathurst  | Titan d'Acadie-Bathurst  | 4                              | 4                              |                  |                  |                  |                  |  |  |                   |                   |                   |                   |  |  | du 3 au 8 mai | du 3 au 8 mai | du 3 au 8 mai | du 3 au 8 mai |
|  | Titan d'Acadie-Bathurst        | Titan d'Acadie-Bathurst        | Titan d'Acadie-Bathurst  | Titan d'Acadie-Bathurst  | 4                              | 4                              | 4                | 4                |                  |                  |  |  |                   |                   |                   |                   |  |  | du 3 au 8 mai | du 3 au 8 mai | du 3 au 8 mai | du 3 au 8 mai |
|  | Titan d'Acadie-Bathurst        | Titan d'Acadie-Bathurst        | du 6 au 11 avril         |                          |                                |                                | 4                | 4                |                  |                  |  |  |                   |                   |                   |                   |  |  | du 3 au 8 mai | du 3 au 8 mai | du 3 au 8 mai | du 3 au 8 mai |
|  | Remparts de Québec             | Remparts de Québec             | 0                        | 0                        |                                |                                |                  |                  |                  |                  |  |  |                   |                   |                   |                   |  |  | du 3 au 8 mai | du 3 au 8 mai | du 3 au 8 mai | du 3 au 8 mai |
|  | Remparts de Québec             | Remparts de Québec             | 0                        | 0                        | Titan d'Acadie-Bathurst        | Titan d'Acadie-Bathurst        | 0                | 0                |                  |                  |  |  |                   |                   |                   |                   |  |  |               |               |               |               |
|  |                                |                                |                          |                          | Titan d'Acadie-Bathurst        | Titan d'Acadie-Bathurst        | 0                | 0                |                  |                  |  |  |                   |                   |                   |                   |  |  |               |               |               |               |
|  |                                |                                | Foreurs de Val-d'Or      | Foreurs de Val-d'Or      | 4                              | 4                              |                  |                  |                  |                  |  |  |                   |                   |                   |                   |  |  |               |               |               |               |
|  |                                |                                |                          |                          | 4                              | 4                              |                  |                  |                  |                  |  |  |                   |                   |                   |                   |  |  |               |               |               |               |
|  |                                |                                |                          |                          |                                |                                |                  |                  |                  |                  |  |  |                   |                   |                   |                   |  |  |               |               |               |               |
|  |                                |                                |                          |                          |                                |                                |                  |                  |                  |                  |  |  |                   |                   |                   |                   |  |  |               |               |               |               |
|  | Cataractes de Shawinigan       | Cataractes de Shawinigan       | 4                        | 4                        |                                |                                |                  |                  |                  |                  |  |  |                   |                   |                   |                   |  |  |               |               |               |               |
|  | Cataractes de Shawinigan       | Cataractes de Shawinigan       | 4                        | 4                        | du 23 au 28 mars               |                                |                  |                  |                  |                  |  |  |                   |                   |                   |                   |  |  |               |               |               |               |
|  |                                |                                | Huskies de Rouyn-Noranda | Huskies de Rouyn-Noranda | 0                              | 0                              |                  |                  |                  |                  |  |  |                   |                   |                   |                   |  |  |               |               |               |               |
|  | Foreurs de Val-d'Or            | Foreurs de Val-d'Or            | Huskies de Rouyn-Noranda | Huskies de Rouyn-Noranda | 0                              | 0                              | 4                | 4                |                  |                  |  |  |                   |                   |                   |                   |  |  |               |               |               |               |
|  | Foreurs de Val-d'Or            | Foreurs de Val-d'Or            | du 6 au 17 avril         |                          |                                |                                | 4                | 4                |                  |                  |  |  |                   |                   |                   |                   |  |  |               |               |               |               |
|  | Castors de Sherbrooke          | Castors de Sherbrooke          | 0                        | 0                        |                                |                                |                  |                  |                  |                  |  |  |                   |                   |                   |                   |  |  |               |               |               |               |
|  | Castors de Sherbrooke          | Castors de Sherbrooke          | 0                        | 0                        | Cataractes de Shawinigan       | Cataractes de Shawinigan       | 2                | 2                |                  |                  |  |  |                   |                   |                   |                   |  |  |               |               |               |               |
|  | du 23 mars au 1er avril        |                                |                          |                          | Cataractes de Shawinigan       | Cataractes de Shawinigan       | 2                | 2                |                  |                  |  |  |                   |                   |                   |                   |  |  |               |               |               |               |
|  |                                |                                | Foreurs de Val-d'Or      | Foreurs de Val-d'Or      | 4                              | 4                              |                  |                  |                  |                  |  |  |                   |                   |                   |                   |  |  |               |               |               |               |
|  | Tigres de Victoriaville        | Tigres de Victoriaville        | Foreurs de Val-d'Or      | Foreurs de Val-d'Or      | 4                              | 4                              | 4                | 4                |                  |                  |  |  |                   |                   |                   |                   |  |  |               |               |               |               |
|  | Tigres de Victoriaville        | Tigres de Victoriaville        |                          |                          |                                |                                |                  | 4                |                  |                  |  |  |                   |                   |                   |                   |  |  |               |               |               |               |
|  | Voltigeurs de Drummondville    | Voltigeurs de Drummondville    | 2                        | 2                        |                                |                                |                  |                  |                  |                  |  |  |                   |                   |                   |                   |  |  |               |               |               |               |
|  | Voltigeurs de Drummondville    | Voltigeurs de Drummondville    | 2                        | 2                        | Foreurs de Val-d'Or            | Foreurs de Val-d'Or            | 4                | 4                |                  |                  |  |  |                   |                   |                   |                   |  |  |               |               |               |               |
|  |                                |                                |                          |                          | Foreurs de Val-d'Or            | Foreurs de Val-d'Or            | 4                | 4                |                  |                  |  |  |                   |                   |                   |                   |  |  |               |               |               |               |
|  |                                |                                | Tigres de Victoriaville  | Tigres de Victoriaville  | 3                              | 3                              |                  |                  |                  |                  |  |  |                   |                   |                   |                   |  |  |               |               |               |               |
|  | Huskies de Rouyn-Noranda       | Huskies de Rouyn-Noranda       | Tigres de Victoriaville  | Tigres de Victoriaville  | 3                              | 3                              | 4                | 4                |                  |                  |  |  |                   |                   |                   |                   |  |  |               |               |               |               |
|  | Huskies de Rouyn-Noranda       | Huskies de Rouyn-Noranda       |                          |                          |                                |                                |                  | 4                |                  |                  |  |  |                   |                   |                   |                   |  |  |               |               |               |               |
|  | Olympiques de Hull             | Olympiques de Hull             | 1                        | 1                        |                                |                                |                  |                  |                  |                  |  |  |                   |                   |                   |                   |  |  |               |               |               |               |
|  | Olympiques de Hull             | Olympiques de Hull             | 1                        | 1                        |                                |                                |                  |                  |                  |                  |  |  |                   |                   |                   |                   |  |  |               |               |               |               |
|  |                                |                                |                          |                          |                                |                                |                  |                  |                  |                  |  |  |                   |                   |                   |                   |  |  |               |               |               |               |

## Équipes d'étoiles
La ligue sélectionne trois équipes d'étoiles dont une pour les recrues.

### Première équipe
- Gardien de but : Frédéric Cloutier, Cataractes de Shawinigan
- Défenseur gauche : Danny Groulx, Tigres de Victoriaville
- Défenseur droit : Marc-André Bergeron, Cataractes de Shawinigan
- Ailier gauche : Simon Gamache, Foreurs de Val-d'Or
- Centre : Brandon Reid, Foreurs de Val-d'Or
- Ailier droit : Radim Vrbata, Cataractes de Shawinigan
- Entraîneur : Denis Francoeur, Cataractes de Shawinigan

### Deuxième équipe
- Gardien de but : Maxime Ouellet, Huskies de Rouyn-Noranda
- Défenseur gauche : Alexandre Vigneault, Titan d'Acadie-Bathurst
- Défenseur droit : Chris Lyness, Rocket de Montréal et Foreurs de Val-d'Or
- Ailier gauche : Jason King, Mooseheads d'Halifax
- Centre : Dominic Forget, Cataractes de Shawinigan
- Ailier droit : Marc-André Thinel, Tigres de Victoriaville
- Entraîneur : Claude Bouchard, Foreurs de Val-d'Or

### Équipe des recrues
- Gardien de but : Adam Russo, Titan d'Acadie-Bathurst
- Défenseur gauche : Francis Trudel, Castors de Sherbrooke
- Défenseur droit : Tomáš Malec, Océanic de Rimouski
- Ailier gauche : Martin Frolík, Voltigeurs de Drummondville
- Centre : Pierre-Marc Bouchard, Saguenéens de Chicoutimi
- Ailier droit : Aleš Hemský, Olympiques de Hull
- Entraîneur : Claude Bouchard, Foreurs de Val-d'Or

## Trophées
Trois récompenses collectives et vingt individuelles sont décernées.

### Récompenses collectives
- Coupe du président (champions des séries éliminatoires) : Foreurs de Val-d'Or
- Trophée Jean-Rougeau (champions de la saison régulière) : Cataractes de Shawinigan
- Trophée Robert-Lebel (meilleure moyenne de buts encaissés) : Cataractes de Shawinigan

### Récompenses individuelles
- Trophée Jean-Béliveau (meilleur pointeur) : Simon Gamache, Foreurs de Val-d'Or
- Trophée Jacques-Plante (meilleure moyenne de buts encaissés) : Frédéric Cloutier, Cataractes de Shawinigan
- Trophée Michel-Bergeron (meilleure recrue offensive) : Pierre-Marc Bouchard, Saguenéens de Chicoutimi
- Trophée Frank-J.-Selke (joueur le plus gentilhomme) : Brandon Reid, Foreurs de Val-d'Or
- Trophée Michel-Brière (meilleur joueur) : Simon Gamache, Foreurs de Val-d'Or
- Trophée Émile-Bouchard (meilleur défenseur) : Marc-André Bergeron, Cataractes de Shawinigan
- Trophée Guy-Lafleur (meilleur joueur des séries éliminatoires) : Simon Gamache, Foreurs de Val-d'Or
- Trophée Michael-Bossy (meilleur espoir) : Ales Hemsky, Olympiques de Hull
- Trophée Raymond-Lagacé (meilleure recrue défensive) : Tomáš Malec, Océanic de Rimouski
- Trophée Marcel-Robert (meilleur étudiant) : Jean-Philippe Brière, Océanic de Rimouski
- Trophée Paul-Dumont (personnalité de l'année) : Simon Gamache, Foreurs de Val-d'Or
- Trophée John-Horman (administrateur de l'année) : Mario Boucher, Cataractes de Shawinigan
- Coupe Telus - Offensif (meilleur joueur offensif de l'année) : Simon Gamache, Foreurs de Val-d'Or
- Coupe Telus - Défensif (meilleur joueur défensif de l'année) : Maxime Ouellet, Huskies de Rouyn-Noranda
- Plaque AutoPro (meilleur différentiel plus/moins) : Simon Gamache, Foreurs de Val-d'Or
- Plaque du Groupe Saint-Clair (meilleur directeur marketing) : Éric Forest, Cataractes de Shawinigan
- Coupe RDS (meilleure recrue) : Pierre-Marc Bouchard, Saguenéens de Chicoutimi
- Trophée Ron-Lapointe (meilleur entraîneur) : Denis Francoeur, Cataractes de Shawinigan
- Plaque Wittnauer (plus grande implication dans la communauté) : Ali MacEachern, Mooseheads d'Halifax
- Plaque Philips (meilleur pourcentage de mises en jeu remportées) : Pierre-Luc Émond, Voltigeurs de Drummondville